# Mye tronquée
Mya truncata
Espèce
La mye tronquée (Mya truncata) est une espèce de mollusques bivalves de la famille des Myidae, trouvée dans les eaux de l'Arctique, en mer du Nord, dans la Manche et l'Atlantique où elle vit enterrée dans le sable ou la vase.
Mya truncata est la principale source de nourriture du morse (Odobenus rosmarus).

## Description
Elle ressemble à la mye commune (Mya arenaria) mais est de taille plus modeste : mesurant entre 3 et 6 cm, la mye tronquée ne dépasse généralement pas les 7 cm, le maximum étant de 76 mm. De plus sa coquille est moins allongée, et les valves tronquées en leur partie postérieure, permettant le passage d'un siphon extensible pouvant atteindre quatre fois la longueur de la coquille.
Les deux valves formant la coquille de l'animal sont triangulaires et bombées, la droite plus convexe que la gauche.
Le siphon est protégé par une gaine cornée et muni de petits tentacules à son extrémité. La paroi interne du siphon est sensible à l'intensité lumineuse, et le siphon ne sort pas de son substrat si celle-ci est trop importante.

## Reproduction
La reproduction est sexuée, les gamètes des deux sexes étant expulsés dans l'eau, puis les larves libres produites se fixent aux rochers.

## Alimentation
La mye filtre l'eau de mer afin d'y prélever sa nourriture, et consomme bactéries, diatomées, larves d'invertébrés…

## Taxinomie
Taxons synonymes :
- Mya ovalis Turton, 1822
- Sphenia swainsoni Turton, 1822
- Mya uddevalensis Hancock, 1846